# 建国营站
建国营站位于内蒙古自治区阿拉善盟额济纳旗境内，嘉策铁路和清绿铁路于此共站，为地面车站，距策克站103公里，于2004年4月12日启用。

## 車站結構
建国营站有四个股道，沿嘉策铁路大致为东西方向延伸，在西咽喉接入清绿铁路并转弯向南。在铁路南侧设置有站房一处，并设置有一个侧式站台。

## 历史
- 2004年4月12日：开始建设
- 2006年8月20日：启用